# Erzbistum Matera-Irsina
Das Erzbistum Matera-Irsina (lat.: Archidioecesis Materanensis-Montis Pelusii, ital.: Arcidiocesi di Matera-Irsina) ist eine in Italien gelegene römisch-katholische Erzdiözese mit Sitz in Matera. 

## Geschichte

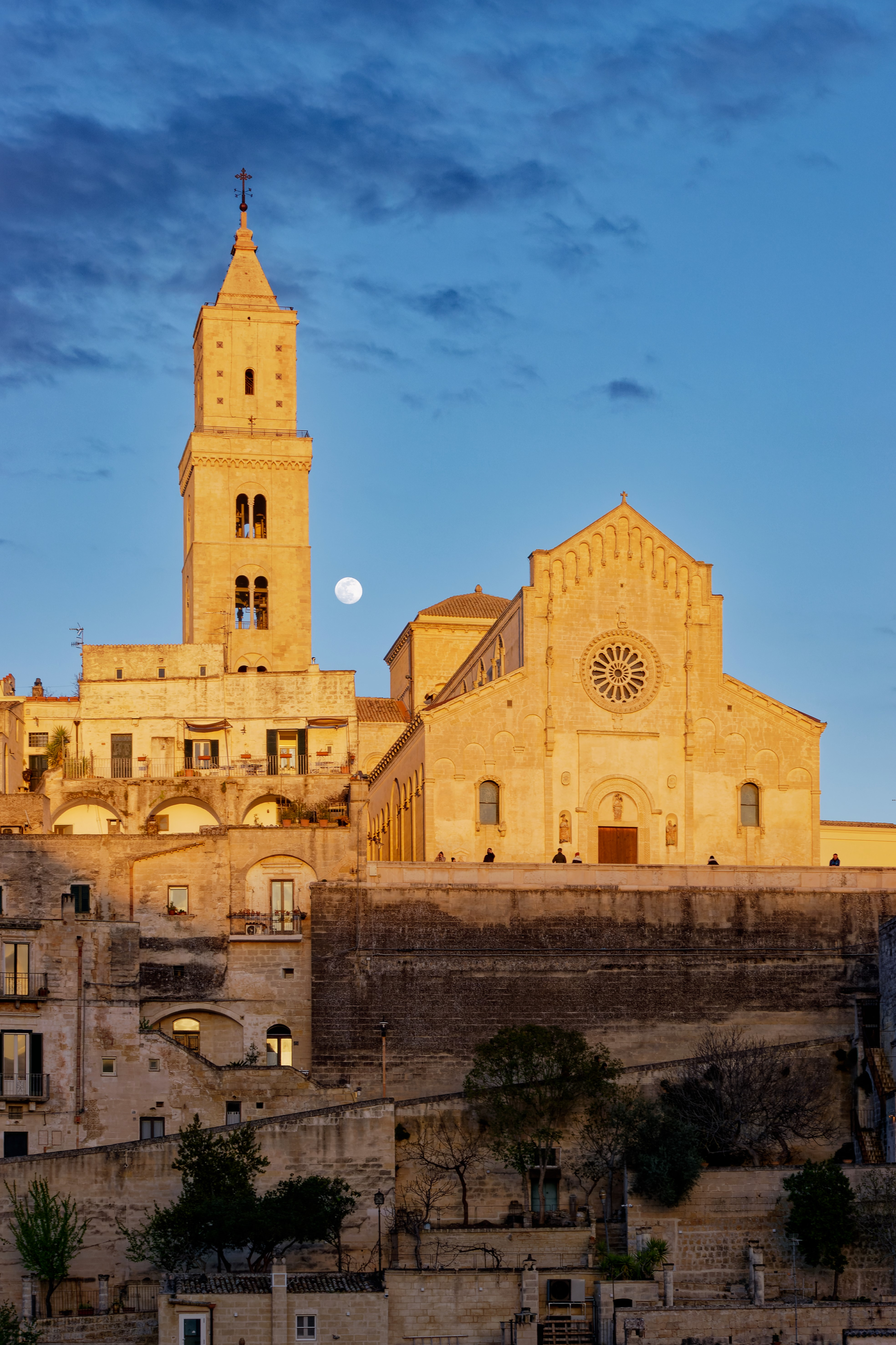
Kathedrale Santa Maria della Bruna in Matera

Im 9. Jahrhundert wurde das Bistum Matera errichtet. Im 11. Jahrhundert wurde es  zum Erzbistum erhoben. Am 7. Mai 1203 wurde das Erzbistum Matera dem Erzbistum Acerenza angegliedert. 
Am 2. Juli 1954 wurde das Erzbistum Matera vom Erzbistum Acerenza-Matera durch Papst Pius XII. mit der Apostolischen Konstitution Acherontia wieder abgetrennt. Die Bistümer Tursi und Tricarico wurden dem Erzbistum Matera als Suffraganbistümer unterstellt. Am 21. August 1976 wurde das Erzbistum Matera durch Papst Paul VI. mit der Apostolischen Konstitution Quo aptius zum Bistum herabgestuft und dem Erzbistum Potenza und Marsico Nuovo als Suffraganbistum unterstellt. Dem Bistum Matera wurde am 11. Oktober 1976 durch Paul VI. mit der Apostolischen Konstitution Apostolicis Litteris der Irsina-Teil des Bistums Gravina-Irsina angegliedert. Am 3. Dezember 1977 wurde das Bistum Matera und Irsina durch Paul VI. zum Erzbistum ohne den Status eines Metropolitanbistums erhoben. Das Erzbistum Matera und Irsina wurde am 30. September 1986 durch die Kongregation für die Bischöfe mit dem Dekret Instantibus votis in Erzbistum Matera-Irsina umbenannt.
Am 4. März 2023 verfügte Papst Franziskus die Vereinigung des Erzbistums Matera-Irsina in persona episcopi mit dem Bistum Tricarico. Bischof der so vereinigten Bistümer war bis Januar 2025 der Erzbischof von Matera-Irsina, Antonio Giuseppe Caiazzo.